# Belle Prairie City (Illinois)
Belle Prairie City je gradић u američkoj saveznoj državi Ilinois. Prema popisu stanovništva iz 2010. u njemu je živjelo 54 stanovnika.